# Поздняя Чжоу
Династия Поздняя Чжоу (кит. упр. 后周, пиньинь Hòu Zhōu) — последняя в ряду пяти династий, контролировавших бо́льшую часть Северного Китая в период Пяти династий и десяти царств (907—960) между династиями Тан и Сун.

## Основание династии
Основатель династии, китаец Го Вэй, занимал высокую военно-административную должность при дворе династии Поздняя Хань, основанной тюрками-шато. Когда после смерти императора Гао-цзу в 948 г. трон унаследовал его малолетний сын Лю Чэнъю (император Инь-ди), Го Вэй осуществил успешный переворот и провозгласил себя императором новой династии Поздняя Чжоу в первый день нового 951 г.

## Правление Го Вэя
Го Вэй (посмертное имя Тай-цзу) стал первым с 923 г. китайцем, правившим в Северном Китае. Он вошел в историю как способный правитель, пытавшийся осуществить реформы, направленные на облегчение состояния крестьянства. Его правление было энергичным и хорошо организованным, но весьма непродолжительным. Го Вэй умер от болезни в 954 г. после трехлетнего царствования.

## Правление Го Жуна
Го Жун (посмертное имя Ши-цзун) был приемным сыном Го Вэя. Он был сыном старшего брата жены Го Вэя и до усыновления носил имя Чай Жун. Взойдя на трон после смерти Го Вэя в 954 г., он также показал себя успешным правителем, особенно в войне с Южной Тан, которой было нанесено серьёзное поражение в 956 г. Однако аналогичное наступление на севере, имевшее целью ликвидацию царства Северная Хань, несмотря на многообещающее начало, закончилось ничем. Го Жун умер от болезни во время этой кампании в 959 г.

## Падение Поздней Чжоу
После смерти Го Жуна ему наследовал его семилетний сын. Вскоре после этого Чжао Куанъинь узурпировал трон и провозгласил себя императором династии Сун, которая в конце концов объединила весь Китай, подчинив себе все южные царства и Северную Хань к 979 г.

## Императоры Поздней Чжоу
| Храмовое имя (廟號 miào hào) | Посмертное имя (諡號 shì hào)    | Личное имя                       | Годы правления | Девиз правления (年號 nián hào) и годы девиза                  |
| ---------------------------- | -------------------------------- | -------------------------------- | -------------- | -------------------------------------------------------------- |
| Тай-цзу 太祖 Tàizǔ           | слишком сложно, не употребляется | Го Вэй 郭威 Guō Wēi              | 951—954        | - Гуаншунь (廣順 Guǎngshùn) 951—954 - Сяньдэ (顯德 Xiǎndé) 954 |
| Ши-цзун 世宗 Shìzōng         | слишком сложно, не употребляется | Чай Жун 柴榮 Chái Róng           | 954—959        | - Сяньдэ (顯德 Xiǎndé) 954—959                                 |
| отсутствует                  | Гун-ди 恭帝 Gōngdì               | Чай Цзунсюнь 柴宗訓 Chái Zōngxùn | 959—960        | - Сяньдэ (顯德 Xiǎndé) 959—960                                 |